# 박광호
박광호(朴光浩, 미상 ~ )는 조선민주주의인민공화국의 정치인이다.조선로동당 중앙위원회 정치국 위원 겸 당 중앙정무국 선전선동부 부장이다.

## 경력
2017년 10월, 조선로동당 중앙위 전원회의에서 정치국 위원 겸 당 중앙위 부위원장, 당 선전선동부 부장에 임명되었다.